# Yus
Yus é o nome de duas letras do antigo alfabeto cirílico, o chamado yus grande (Ѫ, ѫ) e o yus pequeno (Ѧ, ѧ), representando duas vogais nasais eslavas comuns nos primeiros alfabetos cirílico e glagolítico. Cada um pode ocorrer na forma iotificada (Ѩ ѩ, Ѭ ѭ), formadas como ligaduras com o decimal i (І). Outras letras yus são os yus cruzados (Ꙛ ꙛ), yus pequenos fechados (Ꙙ ꙙ) e yus fechados iotificados (Ꙝ ꙝ).

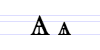
Yus pequena
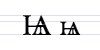
Yus pequeno com iotacismo
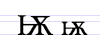
Yus grande com iotacismo